# Stig Ryhagen
Stig Ryhagen, född 26 november 1911 i Uddevalla, Göteborgs och Bohus län, död 31 augusti 1986 i Forshaga, Värmlands län, var en svensk bergsingenjör och direktör.
Ryhagen avlade ingenjörsexamen vid Kungliga tekniska högskolan (KTH) 1936. Han var teknisk direktör vid Uddeholms järnverk från 1956. Han invaldes 1959 som ledamot av Ingenjörsvetenskapsakademien.